# Сентрал-Сіті (Небраска)
Сентрал-Сіті (англ. Central City) — місто (англ. city) в США, в окрузі Меррік штату Небраска. Населення — 3039 осіб (2020).

## Географія
Сентрал-Сіті розташований за координатами 41°6′48″ пн. ш. 98°0′1″ зх. д. / 41.11333° пн. ш. 98.00028° зх. д. (41.113317, -98.000202).  За даними Бюро перепису населення США в 2010 році місто мало площу 6,01 км², уся площа — суходіл.

## Демографія
Згідно з переписом 2010 року, у місті мешкали 2934 особи в 1240 домогосподарствах у складі 762 родин. Густота населення становила 488 осіб/км².  Було 1419 помешкань (236/км²).
Расовий склад населення:
| - 96,5 % — білих - 0,4 % — корінних американців - 0,2 % — вихідців з тихоокеанських островів - 0,2 % — азіатів - 0,1 % — чорних або афроамериканців - 1,2 % — осіб інших рас |

До двох чи більше рас належало 1,4 %. Частка іспаномовних становила 3,5 % від усіх жителів.
За віковим діапазоном населення розподілялося таким чином: 24,0 % — особи молодші 18 років, 55,2 % — особи у віці 18—64 років, 20,8 % — особи у віці 65 років та старші. Медіана віку мешканця становила 42,4 року. На 100 осіб жіночої статі у місті припадало 88,2 чоловіків;  на 100 жінок у віці від 18 років та старших — 85,4 чоловіків також старших 18 років.
Середній дохід на одне домашнє господарство  становив 55 704 долари США (медіана — 40 352), а середній дохід на одну сім'ю — 68 715 доларів (медіана — 53 550). Медіана доходів становила 35 050 доларів для чоловіків та 25 648 доларів для жінок. За межею бідності перебувало 11,1 % осіб, у тому числі 4,5 % дітей у віці до 18 років та 3,7 % осіб у віці 65 років та старших.
Цивільне працевлаштоване населення становило 1665 осіб. Основні галузі зайнятості: освіта, охорона здоров'я та соціальна допомога — 26,6 %, роздрібна торгівля — 17,4 %, виробництво — 14,9 %.